# Down Town Live
Down Town Live è un album dal vivo dei Man, pubblicato dalla Altrichter Music Records nel novembre del 2002.

## L'album
Il disco è stato registrato dal vivo il 23 maggio 2001 al Downtown Bluesclub di Amburgo in Germania. Il tastierista Gareth Llewelyn Thorrington, che doveva partecipare al concerto, era assente in quanto il volo aereo che doveva portarlo ad Amburgo fu cancellato a causa di un allarme bomba.

## Tracce
1. The Ride and the View – 11:40 (Deke Leonard)
2. Love Isn't Love – 13:35 (Martin Ace, Micky Jones, Deke Leonard, Phil Ryan)
3. C'mon – 18:36 (Micky Jones, Phil Ryan, Terry Williams, Clive John)
4. Hangin' On – 7:13 (Martin Ace, Micky Jones, Deke Leonard, Phil Ryan)
5. Conflict of Interest – 8:12 (Martin Ace, Micky Jones, Deke Leonard, Phil Ryan)
6. Stuck Behind the Popemobile – 8:06 (Martin Ace, Micky Jones, Deke Leonard, Phil Ryan)

- Il brano Stuck Behind the Popemobile (questo il titolo completo del pezzo) è riportato sul CD solo come Popemobile

## Formazione
- Micky Jones - chitarra, voce
- Deke Leonard - chitarra, tastiera, voce
- Martin Ace - basso, voce
- Bob Richards - batteria